# Růžena Maturová
Růžena Maturová (2 de septiembre de 1869-25 de febrero de 1938) fue una soprano de ópera checa cuya carrera internacional comenzó a finales de la década de 1880 y continuó durante la primera década del siglo XX.
Nacida en Praga, Bohemia, fue la soprano principal del Teatro Nacional de esa ciudad y creó papeles en varias óperas, entre ellas tres de Antonín Dvořák: la princesa de El diablo y Catalina (1898), y los papeles principales de Rusalka (1901) y Armida (1904).
Tras retirarse de los escenarios en 1910, dio clases de canto en Praga. Su alumna más famosa fue la contralto Marta Krásová. Maturová también apareció en cuatro películas mudas a principios de la década de 1920.
Růžena Maturová murió en Praga en 1938 a la edad de 68 años.